# 名古屋都市計画道路水主ヶ池線
名古屋都市計画道路水主ヶ池線（なごやとしけいかくどうろかこがいけせん）は、愛知県名古屋市緑区から同県大府市に至る名古屋市の都市計画道路である。

## 概要
1964年（昭和39年）に知多郡大高町と同郡有松町が合併して名古屋市緑区に編入されたことに伴い、1966年（昭和41年）10月13日の建設省告示第3398号により名古屋市の都市計画道路に追加された。当初は番号がⅡ・2・88号だったが、現在は3・4・93号に番号が変更されている。
2022年（令和4年）3月31日に全線開通した。全線開通により、イオンモール大高付近の混雑緩和が期待されている。

### 路線データ
- 起点：愛知県名古屋市緑区鳴海町下汐田[2][3]
- 終点：愛知県大府市[2][3]
- 路線延長：3.45 km[1]
- 幅員：20 m[9][10]

## 歴史

### 年表
- 1966年（昭和41年）10月13日 - 建設省告示第3398号により名古屋都市計画道路に追加される[5]。
- 2012年度（平成24年度） - 愛知県名古屋市緑区大高町字西正光寺から字赤塚の区間の整備開始[8]。
- 2022年（令和4年）3月31日 - 整備が進められていた愛知県名古屋市緑区大高町字西正光寺から字赤塚の区間が開通[2][4][注 1]し、全線開通[8]。
- 2022年（令和4年）4月2日 - 名古屋市バスの鳴海11号系統が本路線を通るようになる[12]。

## 路線状況
車線数は基本的に2車線だが、イオンモール大高付近は混雑しやすいので4車線となっている。

### 重複区間
- 愛知県道23号東浦名古屋線（大高駅西交差点 - 瀬木川東交差点間）

## 地理

### 通過する自治体
- 愛知県
  - 名古屋市緑区 - 大府市

### 接続・交差する道路
- 愛知県道59号名古屋中環状線（起点）[4]
- 愛知県道23号東浦名古屋線（大高駅西交差点 - 瀬木川東交差点間）
- 国道302号（名古屋環状2号線）[4]（水主ヶ池交差点）
- 国道23号（名四国道）
- 知多都市計画道路大府半田線（終点）

### 渡る川
- 大高川

### 沿線
- JR東海道本線 大高駅
- 名古屋市立大高中学校
- イオンモール大高
- 水主池公園（水主ヶ池）

## ギャラリー

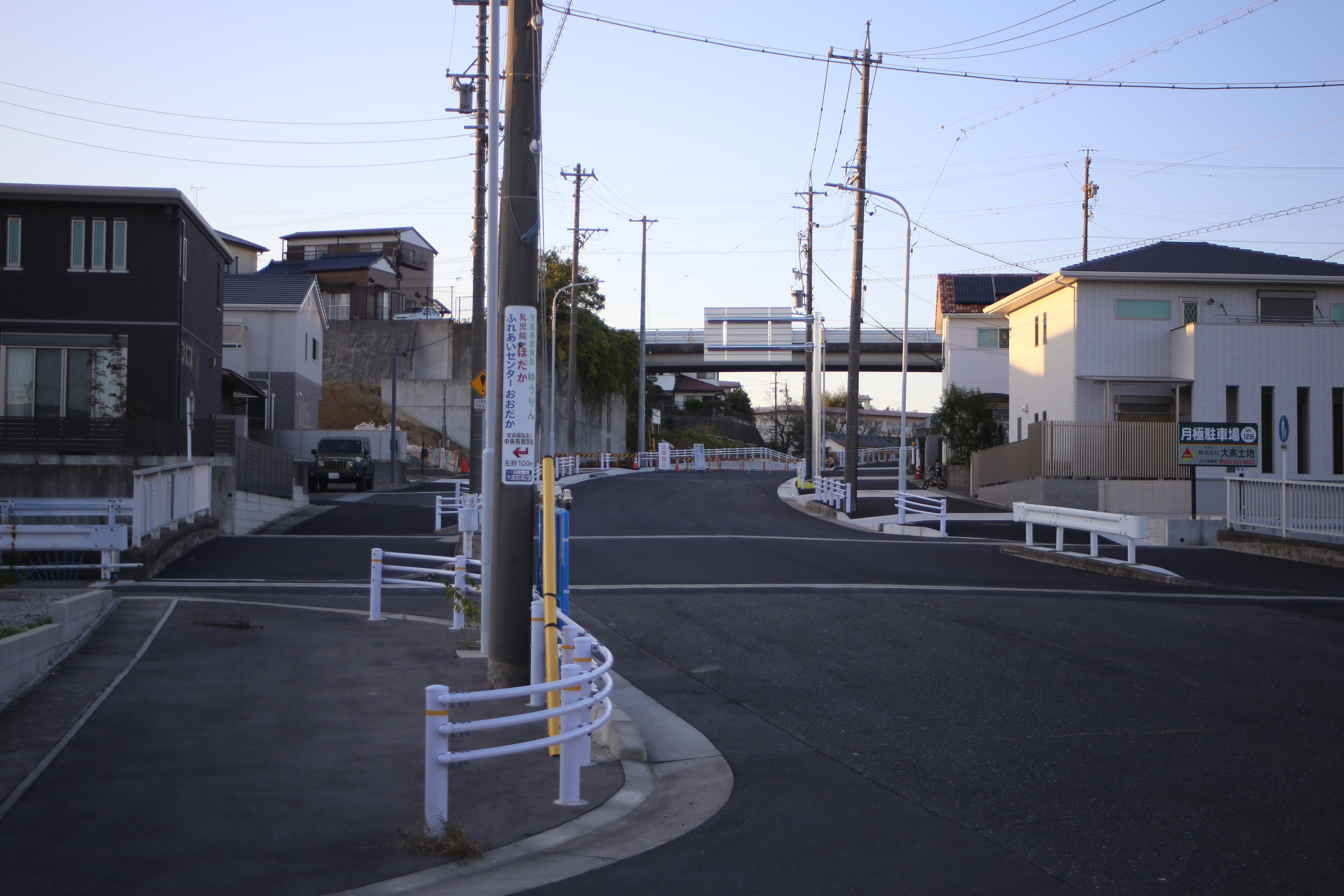
大高町地内（2021年（令和3年）11月）
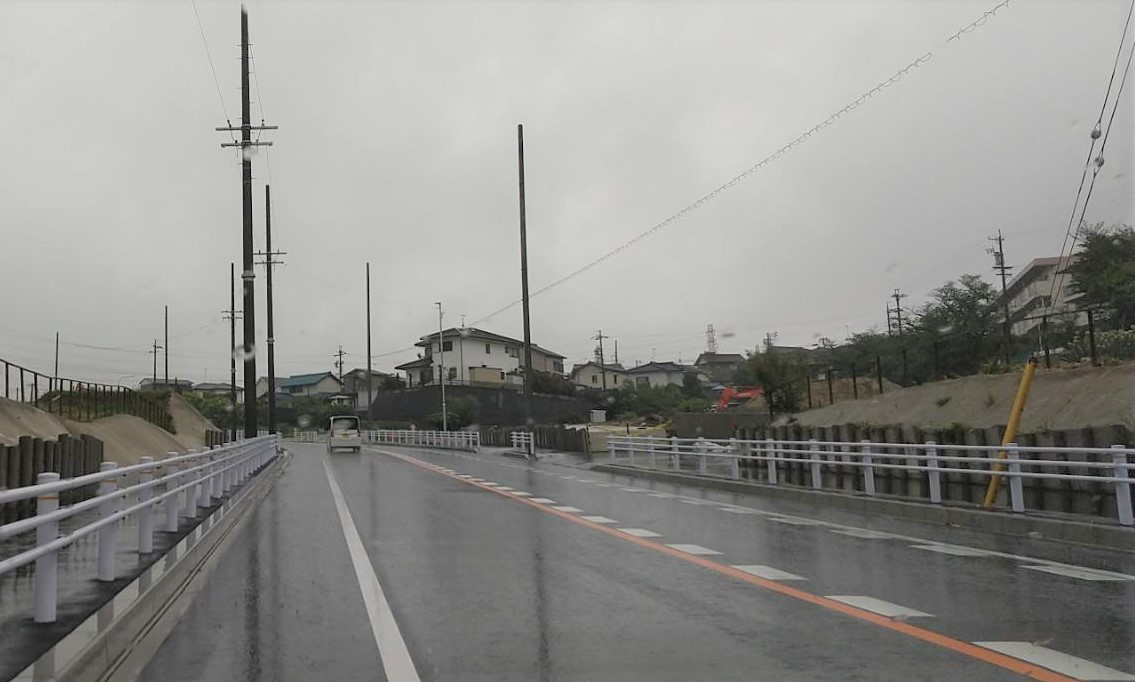
2022年（令和4年）3月開通区間（愛知県名古屋市緑区大高町）。2022年（令和4年）5月1日撮影。